# Dan Hedaya
Daniel Hedaya, detto Dan (New York, 24 luglio 1940), è un attore statunitense.

## Biografia
Hedaya nacque a Brooklyn da una famiglia ebreo-sefardita proveniente dalla Siria. Attore caratterista dalla lunga carriera, i suoi primi film furono L'assoluzione e Miriam si sveglia a mezzanotte. Molto attivo anche in campo televisivo, ha preso parte a serie tv come A cuore aperto, Casa Keaton, Cin Cin e Miami Vice.
Ha recitato in moltissimi film di successo come Commando, I soliti sospetti, Ragazze a Beverly Hills, Gli intrighi del potere - Nixon, Il club delle prime mogli, Hurricane - Il grido dell'innocenza e Mulholland Drive. Ha preso parte ad alcuni episodi di E.R. - Medici in prima linea ed è stato doppiatore nel film d'animazione Robots.

## Filmografia parziale

### Cinema
- Il caso Myra Breckinridge (Myra Breckinridge), regia di Michael Sarne (1970)
- La seduzione del potere (The Seduction of Joe Tynan), regia di Jerry Schatzberg (1979)
- Fort Bronx (Night of the Juggler), regia di Robert Butler (1980)
- L'assoluzione (True Confessions), regia di Ulu Grosbard (1981)
- L'esperimento (Endangered Species), regia di Alan Rudolph (1982)
- Miriam si sveglia a mezzanotte (The Hunger), regia di Tony Scott (1983)
- Amare con rabbia (Reckless), regia di James Foley (1984)
- Le avventure di Buckaroo Banzai nella quarta dimensione (The Adventures of Buckaroo Banzai Across the 8th Dimension), regia di W. D. Richter (1984)
- Corda tesa (Tightrope), regia di Richard Tuggle (1984)
- Blood Simple - Sangue facile (Blood Simple), regia di Joel Coen (1984)
- Commando, regia di Mark L. Lester (1985)
- Cadaveri e compari (Wise Guys), regia di Brian De Palma (1986)
- Una perfetta coppia di svitati (Running Scared), regia di Peter Hyams (1986)
- Joe contro il vulcano (Joe Versus the Volcano), regia di John Patrick Shanley (1990)
- Zia Giulia e la telenovela (Tune in Tomorrow...), regia di Jon Amiel (1990)
- Uno sconosciuto alla porta (Pacific Heights), regia di John Schlesinger (1990)
- La famiglia Addams (The Addams Family), regia di Barry Sonnenfeld (1991)
- Limite estremo (Boiling Point), regia di James B. Harris (1993)
- Benny & Joon, regia di Jeremiah S. Chechick (1993)
- La recluta dell'anno (Rookie of the Year), regia di Daniel Stern (1993)
- In cerca di Bobby Fischer (Searching for Bobby Fischer), regia di Steven Zaillian (1993)
- Amore con interessi (For Love or Money), regia di Barry Sonnenfeld (1993)
- Mister Wonderful, regia di Anthony Minghella (1993)
- Maverick, regia di Richard Donner (1994)
- I soliti sospetti (The Usual Suspects), regia di Bryan Singer (1995)
- Cerca e distruggi (Search and Destroy), regia di David Salle (1995)
- Da morire (To Die For), regia di Gus Van Sant (1995)
- Ragazze a Beverly Hills (Clueless), regia di Amy Heckerling (1995)
- Gli intrighi del potere - Nixon (Nixon), regia di Oliver Stone (1995)
- Facile preda (Fair Game), regia di Andrew Sipes (1995)
- Il club delle prime mogli (The First Wives Club), regia di Hugh Wilson (1996)
- Ransom - Il riscatto (Ransom), regia di Ron Howard (1996)
- Daylight - Trappola nel tunnel (Daylight), regia di Rob Cohen (1996)
- La stanza di Marvin (Marvin's Room), regia di Jerry Zaks (1996)
- In & Out, regia di Frank Oz (1997)
- Una vita esagerata (A Life Less Ordinary), regia di Danny Boyle (1997)
- Alien - La clonazione (Alien: Resurrection), regia di Jean-Pierre Jeunet (1997)
- A Night at the Roxbury, regia di John Fortenberry (1998)
- A Civil Action, regia di Steven Zaillian (1998)
- Le ragazze della Casa Bianca (Dick), regia di Andrew Fleming (1999)
- Hurricane - Il grido dell'innocenza (The Hurricane), regia di Norman Jewison (1999)
- Shaft, regia di John Singleton (2000)
- I soliti amici (The Crew), regia di Michael Dinner (2000)
- Mulholland Drive (Mulholland Dr.), regia di David Lynch (2001)
- Down - Discesa infernale (The Shaft), regia di Dick Maas (2001)
- Swimfan - La piscina della paura (Swimfan), regia di John Polson (2002)
- Strangers with Candy, regia di Paul Dinello (2005)
- Robots, regia di Chris Wedge (2005) - voce
- Un perfetto gentiluomo (The Extra Man), regia di Shari Springer Berman (2010)
- The Humbling, regia di Barry Levinson (2014)
- Animali fantastici e dove trovarli (Fantastic Beasts and Where to Find Them), regia di David Yates (2016)

### Televisione
- I Ryan (Ryan's Hope) – serial TV, 1 episodio (1975)
- Kojak – serie TV, episodio 4x07 (1976)
- Il principe di Central Park (The Prince of Central Park), regia di Harvey Hart – film TV (1977)
- Mike Andros (The Andros Targets) – serie TV, 1 episodio (1977)
- The Last Tenant, regia di Jud Taylor – film TV (1978)
- Paris – serie TV, 1 episodio (1979)
- Pena di morte (Death Penalty), regia di Waris Hussein – film TV (1980)
- Hill Street giorno e notte (Hill Street Blues) – serie TV, 5 episodi (1981-1984)
- CHiPs – serie TV, episodio 5x23 (1982)
- Report to Murphy – serie TV, 1 episodio (1982)
- A cuore aperto (St. Elsewhere) – serie TV, 3 episodi (1984)
- A passo di fuga (Hot Pursuit) – serie TV, 1 episodio (1984)
- Cin cin (Cheers) – serie TV, 6 episodi (1984-1993)
- Miami Vice – serie TV, 2 episodi (1984-1986)
- The Dollmaker, regia di Daniel Petrie – film TV (1984)
- Ai confini della realtà (The Twilight Zone) – serie TV, episodio 1x20 (1985)
- A Smoky Mountain Christmas, regia di Henry Winkler – film TV (1986)
- Madre coraggio (Courage), regia di Jeremy Kagan – film TV (1986)
- Slow Burn, regia di Matthew Chapman – film TV (1986)
- Un giustiziere a New York (The Equalizer) – serie TV, episodio 1x21 (1986)
- Week-end di morte (That Secret Sunday), regia di Richard A. Colla – film TV (1986)
- Mama's Boy – serie TV, 4 episodi (1987-1988)
- The Tortellis – serie TV, 13 episodi (1987)
- Casa Keaton (Family Ties) – serie TV, 2 episodi (1988-1989)
- L.A. Law - Avvocati a Los Angeles (L.A. Law) – serie TV, 3 episodi (1988-1990)
- Casalingo Superpiù (Who's the Boss?) – serie TV, episodio 5x20 (1989)
- Double Your Pleasure, regia di Paul Lynch – film TV (1989)
- One of the Boys – serie TV, 6 episodi (1989)
- E giustizia per tutti (Equal Justice) – serie TV, 2 episodi (1990-1991)
- Veronica Clare – serie TV, 2 episodi (1991)
- Basato su una storia non vera (Based on an Untrue Story), regia di Jim Drake – film TV (1993)
- Fallen Angels – serie TV, 4 episodi (1993-1995)
- Flying Blind – serie TV, 1 episodio (1993)
- Law & Order - I due volti della giustizia (Law & Order) – serie TV, 31 episodi (1993–1997)
- NYPD - New York Police Department (NYPD Blue) – serie TV, episodio 1x07 (1993)
- Another Midnight Run, regia di James Frawley – film TV (1994)
- Midnight Runaround, regia di Frank De Palma – film TV (1994)
- Midnight Run for Your Life, regia di Daniel Sackheim  – film TV (1994)
- Perché mamma lavora (Because Mommy Works), regia di Robert Markowitz – film TV (1994) – non accreditato
- Picture Windows – serie TV, 1 episodio (1995)
- The Home Court – serie TV, 2 episodi (1996)
- E.R. - Medici in prima linea (ER) – serie TV, 4 episodi (1997-2005)
- Homicide (Homicide: Life on the Street) – serie TV, episodio 6x05 (1997)
- La seconda guerra civile americana (The Second Civil War), regia di Joe Dante – film TV (1997)
- The Garden Of Redemption, regia di Thomas Michael Donnelly – film TV (1997)
- Il bambino che non voleva parlare (Locked in Silence), regia di Bruce Pittman – film TV (1999)
- Giudice Amy (Judging Amy) – serie TV, episodio 2x05 (2000)
- The $treet – serie TV, 1 episodio (2000)
- Lucky – serie TV, 3 episodi (2003)
- Pizza My Heart, regia di Andy Wolk – film TV (2005)
- Detective Monk (Monk) – serie TV, episodio 5x09 (2006)
- The Book of Daniel – serie TV, 4 episodi (2006)
- Lipstick Jungle – serie TV, episodio 2x04 (2008)
- Person of Interest – serie TV, episodio 1x06 (2011)
- Too Big to Fail - Il crollo dei giganti (Too Big to Fail), regia di Curtis Hanson – film TV (2011)
- Golden Boy – serie TV, episodio 1x12 (2013)
- Gotham – serie TV, 2 episodi (2014)
- The Mindy Project – serie TV, 2 episodi (2014–2015)
- Blue Bloods – serie TV, 4 episodi (2015-2019)
- Last Week Tonight with John Oliver – talk show serale, 1 episodio (2015)
- Odd Mom Out – serie TV, episodio 2x02 (2016)

## Doppiatori italiani
Nelle versioni in italiano delle opere in cui ha recitato, Dan Hedaya è stato doppiato da:
- Carlo Valli in La seconda guerra civile americana, A Night at the Roxbury
- Giorgio Lopez in E.R. - Medici in prima linea (ep. 4x08-10), Mister Wonderful
- Stefano De Sando in Ragazze a Beverly Hills, E.R. - Medici in prima linea (ep. 11x01)
- Saverio Moriones in I soliti sospetti, Commando
- Ennio Coltorti in Il club delle prime mogli, Blue Bloods
- Bruno Alessandro in Alien - La clonazione, Hurricane - Il grido dell'innocenza
- Pino Locchi in Blood Simple - Sangue facile
- Luca Biagini in Blood Simple - Sangue facile (ridoppiaggio)
- Giulio Platone in Corda tesa
- Michele Kalamera in Cadaveri e compari
- Cesare Barbetti in Una perfetta coppia di svitati
- Alessandro Rossi in Zia Giulia e la telenovela
- Massimo Corvo in La famiglia Addams
- Sandro Sardone in Benny & Joon
- Sergio Matteucci in Amore con interessi
- Michele Gammino in Daylight - Trappola nel tunnel
- Francesco Pannofino in La stanza di Marvin
- Sandro Iovino in Una vita esagerata
- Luciano Roffi in A Civil Action
- Antonio Palumbo in Shaft
- Mario Bombardieri in Mulholland Drive
- Roberto Draghetti in Swimfan - La piscina della paura
- Dante Biagioni in Robots
- Ambrogio Colombo in Animali fantastici e dove trovarli